# Иринеополис
Иринеополис (порт. Irineópolis) — муниципалитет в Бразилии, входит в штат Санта-Катарина. Составная часть мезорегиона Север штата Санта-Катарина. Входит в экономико-статистический  микрорегион Каноиньяс. Население составляет 9713 человека на 2006 год. Занимает площадь 591,3 км². Плотность населения — 16,4 чел./км².
Праздник города — 22 июля.

## История
Город основан в 1962 году.

## Статистика
- Валовой внутренний продукт на 2003 составляет 100.647.138,00 реалов (данные: Бразильский институт географии и статистики).
- Валовой внутренний продукт на душу населения на 2003 составляет 10.351,45 реалов (данные: Бразильский институт географии и статистики).
- Индекс развития человеческого потенциала на 2000 составляет 0,767 (данные: Программа развития ООН).